# Noël Forgeard
Noël Forgeard (* 8. Dezember 1946 in La Ferté-Gaucher) war von 2005 bis 2006 einer der beiden gleichberechtigten Vorstandsvorsitzenden der EADS (heute Airbus Group).

## Leben
Forgeard studierte an der École polytechnique in Paris. Er war zunächst als Ingenieur im französischen Industrieministerium tätig, dann als technischer Berater 1978 für Zivilluftfahrt im Verkehrsministerium und 1980 für Rüstung im Verteidigungsministerium.
1981 trat er bei Usinor als stellvertretender Generaldirektor ein und trug, durch seine strategische Vision, wesentlich zu einer Neuordnung der französischen Stahlindustrie bei.
1986–1987 war er Berater in Industrieangelegenheiten für Jacques Chirac, damals Premierminister.
Anschließend wechselte er zu Matra und wurde 1989 Vorsitzender der Sparten Raumfahrt und Rüstung. Ab 1992 war er Generaldirektor der Lagardèregruppe, danach Präsident von Matra Hautes Technologies.
Von April 1998 an war Forgeard Geschäftsführer von Airbus. In diese Zeit fielen der Start des A380 Programms, den er wesentlich vorangetrieben hatte, die Umwandlung von Airbus aus einzelnen nationalen in ein integriertes Unternehmen, sowie bedeutende kommerzielle Erfolge: Seit 2003 überflügelte Airbus Boeing in der Anzahl verkaufter Flugzeuge.
2005 übernahm er zusammen mit Thomas Enders die Leitung der EADS. Nach Bekanntwerden erheblicher Lieferverzögerungen beim Airbus A380 und dem Absturz der EADS-Aktie am 13. Juni 2006 stand Forgeard im Mittelpunkt der Kritik, da er noch Mitte März EADS-Aktienoptionen eingelöst hatte. Sowohl von deutscher als auch von französischer Seite wurde er zum Rücktritt gedrängt, welcher am 2. Juli 2006 erfolgte. Forgeard hat 8,5 Millionen Euro von seinem früheren Arbeitgeber zu seinem vorzeitigen Ausscheiden erhalten, heißt es in den EADS-Aktionär-Unterlagen für die Hauptversammlung am 4. Mai 2007 vorab.
Am 28. Mai 2008 wurde der ehemalige EADS-Chef Noël Forgeard im Zusammenhang mit Ermittlungen wegen Insider-Handels vorübergehend festgenommen.
Forgeard ist verheiratet und hat vier Kinder.